# Lubrín
Lubrín község Spanyolországban, Almería tartományban. Lakosainak száma 1428 fő (2024).

## Földrajza
Lubrín Albanchez, Cantoria, Arboleas, Zurgena, Antas, Bédar, Sorbas, Uleila del Campo és Cóbdar községekkel határos.

## Népesség
A település lakosságának változását az alábbi diagram mutatja:
| Lakosok száma | 1673 | 1667 | 1733 | 1751 | 1738 | 1607 | 1484 | 1477 | 1489 | 1428 |
|               | 2001 | 2004 | 2006 | 2009 | 2011 | 2014 | 2016 | 2019 | 2021 | 2024 |